# Pluto au zoo
Pour plus de détails, voir Fiche technique et Distribution.
Pluto au zoo (Pluto at the Zoo) est un court-métrage d'animation américain des studios Disney avec Pluto, sorti le 20 novembre 1942.

## Synopsis
Pluto n'est pas satisfait de l'os qu'on lui a donné, trop petit. En passant devant le Zoo, il décide d'aller prendre celui du lion qui est bien plus gros.

## Fiche technique
- Titre original : Pluto at the Zoo
- Titre français : Pluto au zoo
- Série : Pluto
- Réalisation : Clyde Geronimi
- Animation : John Lounsbery
- Production : Walt Disney
- Société de production : Walt Disney Productions
- Sociétés de distribution : RKO Radio Pictures et Buena Vista Pictures
- Format : Couleur (Technicolor) - 1,37:1 - Son mono (RCA Photophone)
- Durée : 8 min
- Langue :  Anglais
- Pays de production :  États-Unis
- Date de sortie :
  - États-Unis : 20 novembre 1942[1]

## Voix originales
- Pinto Colvig : Pluto

## Titre en différentes langues
- Suède : Pluto bland vilda djur / Pluto på zoo

Source : IMDb